# Unter tödlicher Sonne
Unter tödlicher Sonne (OT: Charley One-Eye) ist ein britischer Western aus dem Jahr 1973. Der im Stil der Italowestern gehaltene Film wurde in Deutschland erst im Privatfernsehen erstaufgeführt.

## Handlung
Ein schwarzer Deserteur der Unionstruppen flieht nach Mexiko, nachdem er seinen kommandierenden Offizier getötet hat, der ihn mit seiner Frau erwischt hat. In einer kleinen mexikanischen Dorfkirche findet er Unterschlupf und trifft dort auf einen verkrüppelten Indianer, der von seinem Stamm verstoßen wurde. Dessen Schoßtier ist das Huhn Charley One-Eye. Als ein Kopfgeldjäger die 500 $ verdienen möchte, die mittlerweile für den Soldaten ausgelobt wurden, stehen sich die beiden Außenseiter bei. Bei den Schießereien werden einige der Dorfbewohner getötet. Nachdem die Munition verschossen ist, wird der Soldat von den wütenden Leuten gesteinigt.

## Kritik
- Die New York Times schreibt: „Das ist eine großartig vereinfachte, aber leider auch statische und zu offensichtliche Allegorie, gewalttätig und auf die fatalen Bande der sozial Geächteten hin zielend.“[1]

„In der Figurenzeichnung reizvoller, jedoch mit Symbolik überfrachteter Western.“

## Bemerkungen
Das Filmlied heißt „Don't you know that it might rain?“